# Hesdin-l'Abbé
Hesdin-l'Abbé és un municipi francès situat al departament del Pas de Calais i a la regió dels Alts de França. L'any 2007 tenia 1.903 habitants.

## Demografia

### Població
El 2007 la població de fet de Hesdin-l'Abbé era de 1.903 persones. Hi havia 641 famílies de les quals 80 eren unipersonals (28 homes vivint sols i 52 dones vivint soles), 211 parelles sense fills, 290 parelles amb fills i 60 famílies monoparentals amb fills.
La població ha evolucionat segons el següent gràfic:
Habitants censats

### Habitatges
El 2007 hi havia 705 habitatges, 660 eren l'habitatge principal de la família, 17 eren segones residències i 28 estaven desocupats. 697 eren cases i 7 eren apartaments. Dels 660 habitatges principals, 557 estaven ocupats pels seus propietaris, 91 estaven llogats i ocupats pels llogaters i 11 estaven cedits a títol gratuït; 1 tenia una cambra, 9 en tenien dues, 38 en tenien tres, 129 en tenien quatre i 483 en tenien cinc o més. 602 habitatges disposaven pel capbaix d'una plaça de pàrquing. A 235 habitatges hi havia un automòbil i a 391 n'hi havia dos o més.

### Piràmide de població
La piràmide de població per edats i sexe el 2009 era:
| Homes | Edats   | Dones |
| ----- | ------- | ----- |
| 0     | 95 o +  | 0     |
| 4     | 90 a 94 | 0     |
| 0     | 85 a 89 | 8     |
| 4     | 80 a 84 | 12    |
| 8     | 75 a 79 | 20    |
| 32    | 70 a 74 | 24    |
| 24    | 65 a 69 | 48    |
| 44    | 60 a 64 | 40    |
| 28    | 55 a 59 | 40    |
| 76    | 50 a 54 | 60    |
| 80    | 45 a 49 | 80    |
| 84    | 40 a 44 | 96    |
| 116   | 35 a 39 | 76    |
| 48    | 30 a 34 | 68    |
| 36    | 25 a 29 | 68    |
| 36    | 20 a 24 | 60    |
| 136   | 15 a 19 | 108   |
| 96    | 10 a 14 | 88    |
| 88    | 5 a 9   | 96    |
| 52    | 0 a 4   | 40    |

## Economia
El 2007 la població en edat de treballar era de 1.333 persones, 938 eren actives i 395 eren inactives. De les 938 persones actives 836 estaven ocupades (455 homes i 381 dones) i 103 estaven aturades (51 homes i 52 dones). De les 395 persones inactives 111 estaven jubilades, 152 estaven estudiant i 132 estaven classificades com a «altres inactius».

### Ingressos
El 2009 a Hesdin-l'Abbé hi havia 682 unitats fiscals que integraven 1.899 persones, la mediana anual d'ingressos fiscals per persona era de 18.891 €.

### Activitats econòmiques
Dels 59 establiments que hi havia el 2007, 3 eren d'empreses alimentàries, 4 d'empreses de fabricació d'altres productes industrials, 17 d'empreses de construcció, 6 d'empreses de comerç i reparació d'automòbils, 4 d'empreses de transport, 3 d'empreses d'hostatgeria i restauració, 1 d'una empresa d'informació i comunicació, 2 d'empreses financeres, 1 d'una empresa immobiliària, 9 d'empreses de serveis, 6 d'entitats de l'administració pública i 3 d'empreses classificades com a «altres activitats de serveis».
Dels 21 establiments de servei als particulars que hi havia el 2009, 1 era un taller de reparació d'automòbils i de material agrícola, 1 taller d'inspecció tècnica de vehicles, 1 autoescola, 5 paletes, 1 guixaire pintor, 3 fusteries, 1 lampisteria, 2 electricistes, 2 empreses de construcció, 3 perruqueries i 1 restaurant.
Dels 2 establiments comercials que hi havia el 2009, 1 era una botiga de menys de 120 m² i 1 una joieria.
L'any 2000 a Hesdin-l'Abbé hi havia 14 explotacions agrícoles que ocupaven un total de 423 hectàrees.

## Equipaments sanitaris i escolars
L'únic equipament sanitari que hi havia el 2009 era una farmàcia.
El 2009 hi havia 1 escola maternal i 1 escola elemental.

## Poblacions més properes
El següent diagrama mostra les poblacions més properes.